# أوسكار ستارك
أوسكار ستارك هو لاعب غولف سويدي، ولد في 1 أكتوبر 1988.

## وصلات خارجية
- الموقع الرسمي
- أوسكار ستارك على موقع رابطة أوروبا للاعبي الغولف المحترفين (الإنجليزية)
- أوسكار ستارك على موقع التصنيف العالمي الرسمي للغولف (الإنجليزية)